# Пономарёв, Михаил Сергеевич
Михаил Сергеевич Пономарёв (15 декабря 1920, село Алексеевка, Киргизская АССР — 26 сентября 2006, Херсон, Украина) — советский лётчик истребительной авиации Великой Отечественной войны и ас реактивной истребительной авиации Корейской войны, Герой Советского Союза (1951). Полковник авиации (1975).

## Биография
Родился 15 декабря 1920 года в селе Алексеевка Киргизской АССР (ныне город Акколь, Акмолинская область, Казахстан).
Окончил девять классов средней школы в городе Шахтинск Карагандинской области. Работал учеником маркшейдера на шахте в Караганде. В 1939 году окончил Карагандинский аэроклуб.
Призван на службу в Красную Армию марте 1940 года. В ноябре 1940 года окончил 3-ю школу младших авиационных специалистов в городе Переяславль-Залесский. Служил стрелком-радистом в 136-м скоростном бомбардировочном авиационном полка (Московский военный округ). В январе 1941 года вновь был направлен на учёбу, но теперь уже на лётчика, окончил Сталинградскую военно-авиационную школу пилотов им. Сталинградского Краснознаменного пролетариата в 1942 году. С апреля 1942 года служил лётчиком 897-го истребительного авиационного полка, с ноября 1942 года — лётчиком 13-го запасного истребительного авиационного полка (Приволжский военный округ).
Однако лётчик-истребитель вступил в Великую Отечественную войну пехотинцем и с 10 марта по 11 сентября 1943 года воевал помощником командира взвода противотанковых ружей 32-й отдельной стрелковой бригады на Волховском фронте. Участвовал в битве за Ленинград. В сентябре 1943 года вновь возвращён в авиацию, назначен лётчиком 8-го отдельного учебно-тренировочного авиационного полка 15-й воздушной армии. С 10 февраля 1944 года сражался в действующей армии — лётчик 832-го истребительного авиационного полка 315-й истребительной авиационной дивизии (15-я воздушная армия, 2-й Прибалтийский фронт). В его рядах участвовал в Ленинградско-Новгородской, Режицко-Двинской наступательных операциях. В составе этого полка сбил 1 немецкий истребитель Fw-190 лично.
В октябре 1944 года полк был передан в ВВС Войска Польского и преобразован в 11-й истребительный авиационный полк Войска Польского. 12 января 1945 года младший лейтенант Михаил Пономарёв был повышен в должности до старшего лётчика этого полка. Полк вступил в бой только 23 апреля 1945 года и сражался на 1-м Белорусском фронте, участвовал в Берлинской наступательной операции. Будучи «польским» лётчиком, в воздушных боях сбил 1 истребитель Fw-190 противника лично и 2 лёгких связных самолёта Fieseler Fi 156 Storch в паре (впрочем, официально эти 2 «Шторьха» были записаны на счёт его ведомого-поляка).
После войны продолжил службу в польских ВВС: с мая 1945 года командовал звеном в 11-м ИАП ВВС Войска Польского в Кракове, с мая 1947 года — заместитель командира эскадрильи 3-го ИАП ВВС Войска Польского так же в Кракове. В июле 1947 года вернулся в СССР, назначен в 523-й истребительный авиационный полк в ВВС Белорусского военного округа (г. Кобрин), командовал звеном. Одним из первых в 1948 году освоил реактивный истребитель МиГ-15. В 1950 году полк был переведён в Кострому, участвовал в первомайском воздушном параде над Красной площадью в Москве. В марте 1950 года назначен заместителем командира эскадрильи по лётной части, а в августе весь полк был переброшен на Дальний Восток (аэродром Воздвиженка, Приморский край). Началась подготовка к боевым действиям в Корее. А в марте 1951 года вся дивизия, в том числе и 523-й иап, перелетела в Мукден.
28 мая полк перелетел на передовой аэродром и вступил в Корейскую войну. Отличившись в первых боях (первым в полку одержал воздушную победу, за июнь 1951 года сбил 2 истребителя ВВС США), в августе 1951 года был переведён в 17-й истребительный авиационный полк и назначен командиром эскадрильи вместо не справившегося с командованием прежнего командира. Воюя по февраль 1952 года, совершил 175 боевых вылетов, в 96 воздушных боях лично сбил 10 самолётов противника (все победы над истребителями). Только за один день, 11 сентября 1951 года, он уничтожил три вражеских самолёта. Летал на МиГ-15.
Указом Президиума Верховного Совета СССР от 13 ноября 1951 года за мужество и героизм, проявленные при выполнении специального задания Правительства капитану Михаилу Сергеевичу Пономарёву присвоено звание Героя Советского Союза с вручением ордена Ленина и медали «Золотая Звезда».
После Корейской войны продолжил службу в Войсках ПВО страны на Дальнем Востоке. С апреля 1953 года — штурман пункта управления и наведения 254-й истребительной авиационной дивизии (50-й истребительный авиационный корпус ПВО, Комсомольско-Хабаровский район ПВО), с мая 1954 года — заместитель начальника отдела планирования и контроля боевой подготовки по истребительной авиации Управления ПВО Комсомольско-Хабаровского района ПВО. С декабря 1954 года — старший офицер оперативного отдела штаба Амурской армии ПВО. С января 1957 года подполковник М. С. Пономарёв — старший офицер оперативного отдела штаба Отдельной Дальневосточной армии ПВО, с мая 1957 года старший штурман оперативного отделения этого же штаба. С 31 декабря 1960 года — старший штурман оперативного отдела штаба 11-й отдельной армии ПВО (штаб в Хабаровске). В августе 1968 года подполковник М. С. Пономарёв уволен в запасе.
Уехал к своей семье в Херсон, работал мастером на Херсонском заводе стеклоизделий. В 1977 году избран председателем организации ДОСААФ Днепровского района Херсона. С 1982 по 1987 годы являлся начальником штаба Гражданской обороны Херсонского металлообрабатывающего завода. В 1985 году избран депутатом Херсонского областного Совета народных депутатов. Умер 26 сентября 2006 года.

## Воинские звания
- Младший лейтенант (30.04.1944)
- Лейтенант (16.07.1946)
- Старший лейтенант (12.06.1947)
- Капитан (29.06.1950)
- Майор (01.11.1951)
- Подполковник (17.05.1956)
- Полковник запаса (15.04.1975)

## Награды
- медаль «Золотая Звезда» Героя Советского Союза (13.11.1951);
- орден Ленина (13.11.1951);
- два ордена Красного Знамени (25.10.1944, 10.10.1951);
- орден Отечественной войны 1 степени (11.03.1985);
- два ордена Красной Звезды (26.10.1955, 22.02.1968);
- медаль «За боевые заслуги» (15.11.1950);
- медаль «За оборону Ленинграда» (1945);
- медаль «За взятие Берлина» (1945);
- другие медали СССР;
- Крест Храбрых (Польша);
- Крест Заслуги (Польша);
- две польские медали.